# ザンジャーン
ザンジャーン（ペルシア語: زنجان; Zanjān [zænˈdʒɒːn] ( 音声ファイル)）はイラン北西部ザンジャーン州の州都。テヘランから北西方面にタブリーズおよびトルコ国境に向かう高速道路経由で298kmの地点にあって、またカスピ海からは125kmの位置にある。

## 高等教育機関
ザンジャーンには以下のような大学が所在する。
- ザンジャーン大学
- ザンジャーン医科大学
- イスラーム自由大学ザンジャーン
- 先端基礎科学大学

## 産業

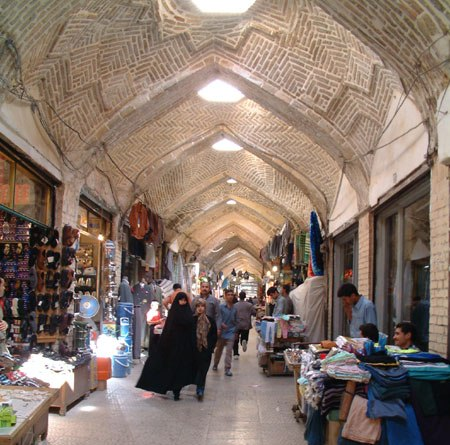
ザンジャーンのバーザール（サファヴィー朝期）

ザンジャーンはナイフやチャリーグおよびマリーレと呼ばれる伝統的サンダルなど美しい手工芸品で知られる。マリーレは銀糸で編んで製作される。ザンジャーンの職人は銀細工のほかさまざまな装飾的な食器なども扱う。古代にはザンジャーンは錆びず鋭いナイフで知られていた。しかしこの伝統産業は安価で大量に流入する中国製ナイフによって徐々に消滅しつつある。郊外では伝統的な絨毯を織る。これがおそらく現在もっとももてはやされるザンジャーンの手工業である。
またザンジャーンは種なしブドウの産地としても有名である。